# 圣伊华
圣伊华（1253年10月17日—1303年5月19日）是中世纪法国的一位被封为圣人的本堂神父。他是布列塔尼、律师和遭遗弃儿童的主保圣人。他的庆节是在5月19日。他被称为“穷人的代言人”。 

## 生平
伊华出生在布列塔尼特鲁吉耶附近的Kermartin庄园，是庄园主Helori的儿子。1267年，伊华进入巴黎大学，学习民法。1277年，他前往奥尔良，学习教会法。他回到布列塔尼后，在雷恩任教会法官（1280年），同时他研究圣经，稍后在甘冈加入了方济各会第三会。1284年，他接受了特鲁吉耶主教之邀，前去任职。他在履行其职责时显示了巨大的热情和正直，毫不犹豫地抵制国王不公正的税收，他认为这是对教会权利的侵犯。由于他的慈善，他获得了穷人的辯護者和主保圣人的称号。祝圣以后，他于1285年出任特雷德雷本堂神父，8年后调任卢阿内克，并在那里去世。他曾长期艰苦工作，一再禁食。他安葬在特鲁吉耶，墓内上写着：“圣伊华是布列塔尼人/一名律师，却不是一个窃贼 /这是一件对人们而言很奇妙的事。”这是关于律师不良声誉的一个讽刺。
1347年6月，由于菲利普一世 (勃艮第)的促请，伊华被克莱孟六世册封为圣人。他的许多教友证明由于他的布道，“从卢阿内克村赶走了不道德和罪恶”，“这个地方的人民比以前好两倍”。1362年后不久，圣女Jeanne-Marie de Maillé自称在异象中，见到伊华告诉她：“如果你愿意放弃这个世界，你会在地上品尝到天堂的喜乐。”  
伊华经常被描绘成右手拿着钱包（他一生中所有给穷人的钱），左手拿着一卷纸（作为一名法官）。另一个流行的描绘是伊华介于富人和穷人之间。罗马的聖伊華智慧教堂（Sant'Ivo alla Sapienza）和布列塔尼圣依华教堂（Sant'Ivo dei Bretoni）都是献给他的。 

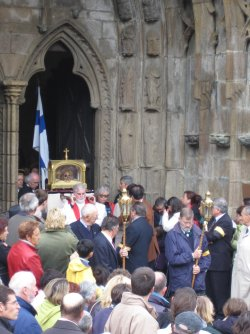
放置圣伊沃头骨的圣物匣经过特鲁吉耶主教座堂门前，2005年

## 外部連結
- Wigmore, John H., "St. Ives, Patron Saint Of Lawyers", 5 Fordham L. Rev. 401 (1936) （页面存档备份，存于）
- Vie de saint Yves, bibliographie, hagiographie et tradition manuscrite Sur PECIA Ressources en médiévistique （页面存档备份，存于） （法文）